# Skogbygda
Skogbygda este o localitate din comuna Nes, provincia Akershus, Norvegia, cu o populație de 1.000 locuitori (2013).